# 燒鵝

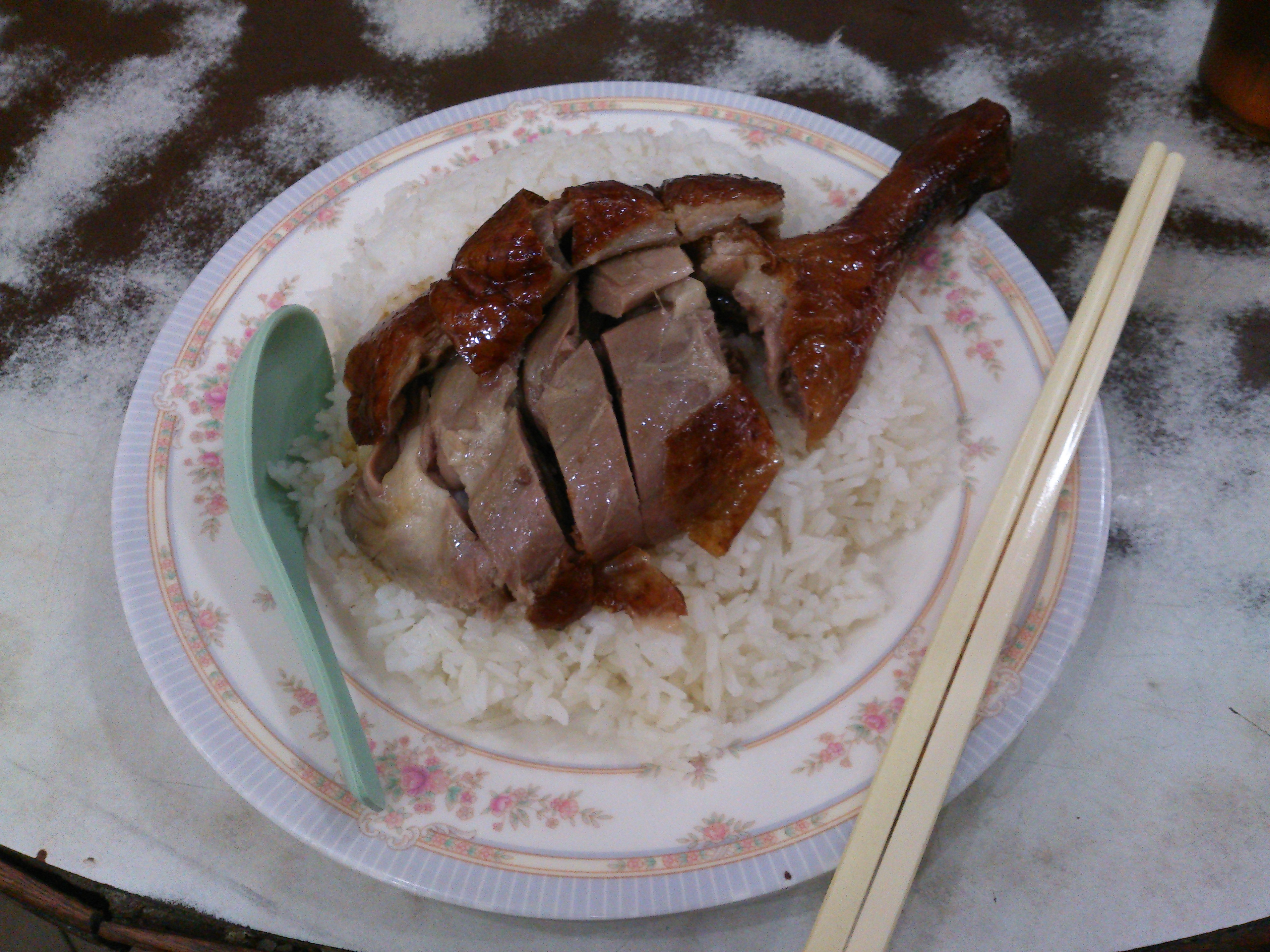
燒鵝飯

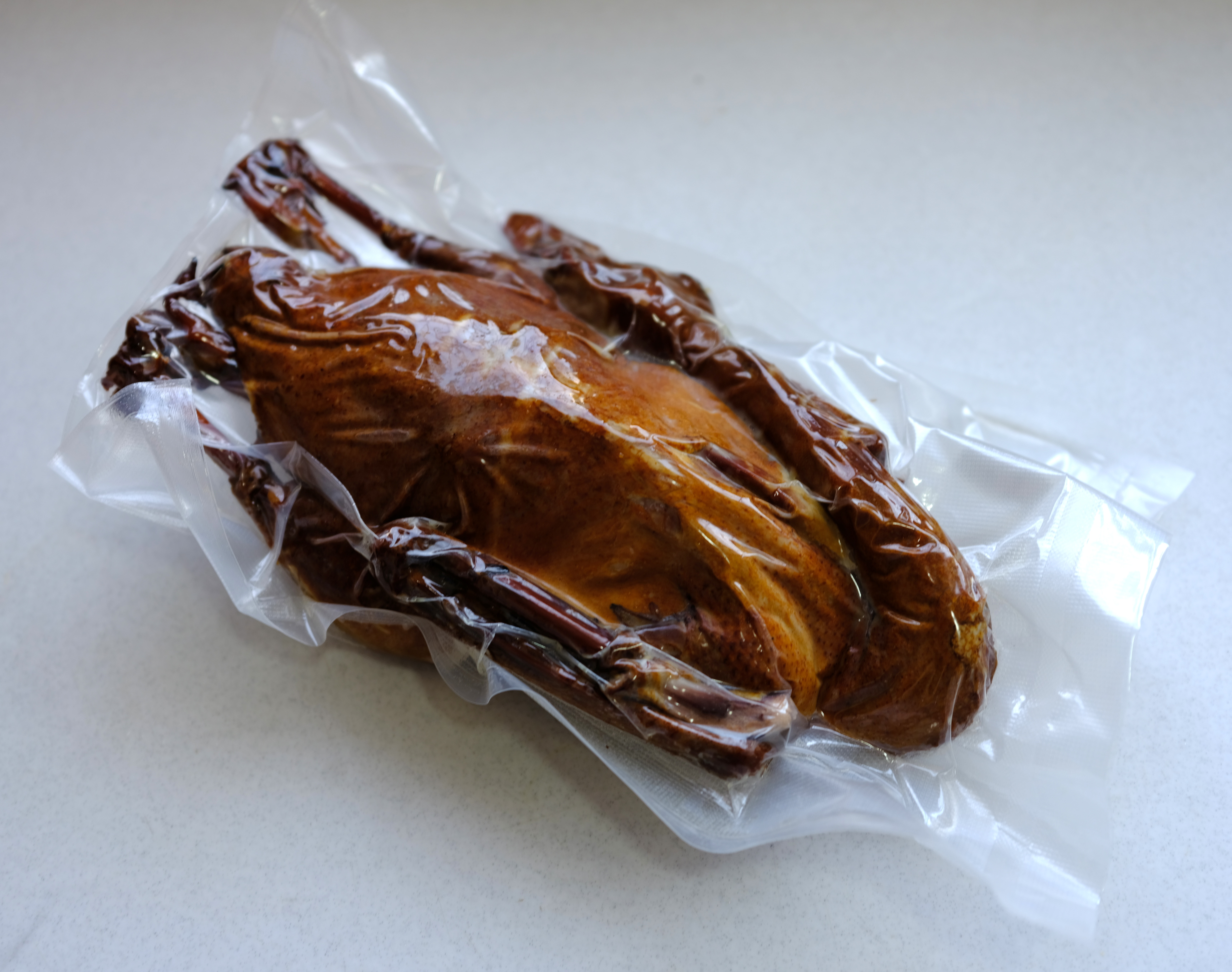
商品化的烧鹅

烧鹅，是燒味的一種。是把塗满调味料的鹅，挂进特製的炭炉裏用木炭高温烧烤出来的食物，以皮脆有光澤，肉汁多而不帶腥味為上品，通常配以酸梅醬食用。在广东是非常常见的菜品。

## 各地燒鵝

### 南京燒鵝
南京佈滿大街小巷的滷菜店都有燒鴨、燒鵝賣。燒鵝和燒鴨做法差不多。

### 香港燒鵝
香港的燒鵝在製法上無甚分別，但由於口味等原因，以燒製燒鵝的方法同樣用以製作燒鴨，在香港燒鴨和燒鵝都十分馳名。
香港以燒鵝馳名的食肆，包括鏞記、甘棠、甘牌、太興、天鴻及新界深井一帶多家燒鵝酒家。

### 古井烧鹅
古井烧鹅是广东江门新会古井镇制作的一种烧鹅口味，味道独特，在广东名气很大，几乎是粤菜烧腊的代表。新會市古井镇也将“古井烧鹅”作为吸引食客的广告语，以期招揽更多珠三角游客访问古井镇。古井烧鹅原本是利用遗弃古水井作为烤制设施而烧烤成的鹅，现今极少用，取而代之的是现代化的煤气、电力烘烤炉。

## 烧鹅造假
坊间有将烧鸭经过处理后冒充烧鹅的传闻。在香港，有食肆因為以燒鴨冒充燒鵝而被判罰款。

## 外部連結
1. ↑  . www.visitbeijing.com.cn.   [2024-11-03].
2. ↑  . www.jiangmen.gov.cn.   [2024-11-03].
3. ↑  . 香港蘋果日報. 2014-03-20. （原始内容存档于2017-08-09） （中文（香港））.